# Колодезная (Георгиевское сельское поселение)
Колодезная — деревня в Межевском муниципальном округе Костромской области.

## География
Находится в северной части Костромской области на расстоянии приблизительно 4 км на восток по прямой от села Георгиевское, административного центра округа.

## История
Деревня уже фигурировала на карте 1840 года. В 1872 году здесь было учтено 23 двора, в 1907 году — 48. До 2021 года деревня входила в состав Георгиевского сельского поселения до его упразднения.

## Население
Постоянное население составляло 122 человека (1872 год), 200(1897), 260 (1907), 89 в 2002 году (русские 99 %), 20 в 2022.